# 海盖迪什·乔鲍
海盖迪什·乔鲍（匈牙利語：Hegedűs Csaba，1948年9月6日—），匈牙利男子摔跤运动员。他曾代表匈牙利参加1972年和1976年夏季奥林匹克运动会摔跤比赛，其中1972年奥运会获得一枚金牌。